# Brompton Ralph
Brompton Ralph est une paroisse civile et un village du Somerset, en Angleterre.